# Holt-gráf
A matematika, közelebbről a gráfelmélet területén a Holt-gráf vagy Doyle-gráf a legkisebb féltranzitív gráf, tehát a legkisebb példa olyan csúcstranzitív és éltranzitív gráfra, ami nem egyben szimmetrikus is. Az ilyen gráfok nem túl gyakoriak.  Nevét Peter G. Doyle-ról, illetve Derek F. Holtról kapta, akik egymástól függetlenül felfedezték 1976-ban, illetve 1981-ben
A Holt-gráf átmérője 3, sugara 3 és girthparamétere 5, kromatikus száma 3, élkromatikus száma 5 és Hamilton-gráf 98 742 különböző Hamilton-körrel. Továbbá egy 4-szeresen összefüggő és 4-szeresen élösszefüggő gráf
54 automorfizmusból álló automorfizmuscsoportja van. Ez kisebb csoport, mint amennyi egy ugyanennyi csúccsal és éllel rendelkező, de szimmetrikus gráfnak lenne. A jobb oldali ábrán látható is, hogy hiányzik a tükrözési szimmetria.
A Holt-gráf karakterisztikus polinomja:
{\displaystyle (x^{3}-6x+2)^{6}(x+2)^{4}(x-1)^{4}(x-4).\ }

## Galéria

A Holt-gráf kromatikus száma 3.
A Holt-gráf élkromatikus száma 5.
A Holt-gráf Hamilton-gráf.